# Biblioteca Pública Episcopal de Barcelona
La Biblioteca Pública Episcopal de Barcelona (BPEB) està ubicada a l'edifici del Seminari Conciliar de Barcelona. Fundada l'any 1772, és la biblioteca pública conservada més antiga de la ciutat, i acull un gran fons de teologia, de ciències eclesiàstiques i d'humanitats, amb un total de 360.507 volums. Entre aquests, hi destaca una col·lecció de 95 incunables i 625 manuscrits, alguns d'ells escrits en àrab, el més antic dels quals és del segle xiv. També és important la col·lecció d'aproximadament 10.000 goigs (composicions poètiques populars), del segle xvii fins a l'actualitat.
La BPEB pertany a l'Arxidiòcesi de Barcelona, està integrada el Catàleg Col·lectiu de les Universitats de Catalunya i col·labora amb el Catàleg del Patrimoni Bibliogràfic de Catalunya.

## Història
La biblioteca fou erigida l'any 1772 pel bisbe Josep Climent i Avinent, quan es fusionaren la biblioteca del Seminari Conciliar (també conegut com a Col·legi del Bisbe), creada l'any 1593, amb la biblioteca del Col·legi de Nostra Senyora de Betlem, de la Companyia de Jesús, fundat el 1545. El seu emplaçament original va ser a la rambla de la ciutat de Barcelona. Rep la denominació de "pública" a partir de la Pragmàtica Sanció del 2 d'abril de 1767, promulgada pel rei Carles III, en què es decretava l'expulsió dels regnes de la Corona d'Espanya dels jesuïtes, l'ocupació dels seus edificis i la confiscació de tots els seus béns, incloses les seves biblioteques. De fet, la majoria d'elles, com en el cas de Barcelona, van anar a parar als Seminaris Conciliars més propers. Pel que fa al propi Col·legi de Betlem, aquest es convertí en el Seminari Conciliar de Barcelona.
El 25 de juny de 1775 Fèlix Amat de Palou i Pont va rebre el nomenament reial de primer bibliotecari de la Biblioteca Pública Episcopal de Barcelona. A gener de l'any 1776 la biblioteca, situada en el segon pis de l'edifici del Seminari, obre les portes al públic. Fèlix Amat de Palou en fou bibliotecari de l'any 1775 al 1785. Entre l'any 1785 i l'any 1803 va escriure la seva Història eclesiàstica i va fer el primer inventari de tots els llibres de la biblioteca. És precisament l'any 1785 quan s'elabora el primer inventari de tot el fons de la Biblioteca: l'«Inventario de los libros, papeles y demas efectos pertenecientes a la Biblioteca Pública Episcopal de esta ciudad...» confeccionat pel mateix Amat de Palou, i cedit al llavors nou bibliotecari Joaquín Nicolás Rincón el 4 de novembre de 1785. Segons aquest, biblioteca estava dividida en 8 grans seccions. En total s'hi van inventariar 14.006 volums, tot i que Alarcón i Campdepadrós eleva la xifra a 16.976 volums.
El seu successor fou el seu nebot Ignasi Torres i Amat de Palou (1768-1811), que fou bibliotecari entre 1795 i 1808, qui hi projectà i inicià el famós Diccionario de escritores catalanes. També hi fou bibliotecari el germà d'Ignasi, Fèlix Torres i Amat de Palou. Tots dos van instal·lar a la biblioteca una sala destinada als autors catalans, amb la col·laboració del bibliotecari Ignasi Palaudàries (que fou bibliotecari entre 1816-1824) i del bisbe de Barcelona Pau de Sitjar i Ruata. Durant el seu mandat es va establir el primer reglament intern de la Biblioteca, el 27 d'agost de 1816. Fou un annex amb entitat pròpia i és anunciat com Biblioteca d'autors catalans a l'edició del Diario de Barcelona del 15 de novembre de 1819. El 1820 aquesta secció de la biblioteca comptava amb 1.800 llibres. El 1877 abandona la seu històrica del Seminari, a la Rambla dels Estudis, i la biblioteca es trasllada de forma provisional a la Casa Magarola, fins al 1882.
El mes de febrer de 1882 el Seminari es trasllada al nou edifici construït al carrer de la Diputació de Barcelona, on hi és a l'edició d'aquest article. Els llibres de la BPEB es traslladaren al soterrani de l'edifici que era en construcció --sembla que es traslladaren més de 20.000 volums, repartits en 279 caixes-- on hi romangueren durant quinze anys fins que el cardenal Salvador Casañas i Pagès, es va s'instal·lar al lloc que ocupa actualment. A tombant de segle XX la Biblioteca tenia una col·lecció que no passava de 20.000 volums. La biblioteca s'acaba d'instal·lar definitivament l'any 1924.
Durant la Guerra Civil els llibres foren dipositats a la Biblioteca de Catalunya, però malgrat tot es cremaren algunes importants col·leccions. El setembre del 1936 ja es tenia la intenció de traslladar els fons de la BPEB a la Biblioteca de Catalunya, quan aquesta ja havia ingressat més de 100.000 llibres procedents d'altres biblioteques catalanes. El gruix dels fons, no obstant, no es van treure de la biblioteca fins als dies 10 de setembre, 3 d'octubre, 2 de novembre, i finalment l'1, 5 i 7 de desembre de 1936, quan es treu "l'última carretada". Tot aquest trasllat el va coordinar Pere Bohigas i Balaguer. Posteriorment, en el registre d'entrada de la Biblioteca de Catalunya hi consten més de 500 manuscrits incorporats en quatre períodes: entre el 2 i el 24 de juliol, i entre el 2 i el 5 de novembre de 1937; el 15 de novembre de 1938, i finalment el 10 de gener de 1939, tots ells procedents de les confiscacions de l'any 1936. Tots aquests manuscrits van tornar el 9 de gener de 1943, amb el mandat com a director de Josep Gros i Raguer. Malgrat les confiscacions efectuades, sembla que molts fons van romandre a la mateixa biblioteca, i que aquests foren utilitzats per la Universitat Popular, que s'instal·là a l'edifici del Seminari Conciliar de Barcelona. Després de la Guerra, el fons de la Biblioteca s'estimava que ra de més de 30.000 volums.
En tornar al Seminari, la BPEB s'instal·là a la planta baixa de l'edifici i fou novament catalogada per Jaume Barrera i Escudero (1879-1942). Els bibliotecaris Àngel Fàbrega i Grau (1921-2017) i Antoni Briva i Mirabent (1926-1994) la traslladaren un altre cop al primer pis. Abans de la Guerra Civil, concretament l'any 1916, la Biblioteca ja constava de 50.000 volums. Acabada la Guerra Civil, la biblioteca torna a funcionar a partir del 10 de desembre de 1940 i el 22 de febrer de l'any 1944 s'inaugura la sala de lectura, amb una conferència del llavors Director de la Biblioteca Central de la Diputació de Barcelona. A l'any 1964 es trasllada a l'actual primer pis de l'edifici del Seminari, on hi romàn des de llavors.
Josep Maria Martí Bonet, nomenat bibliotecari el 14 de novembre de 1972, i que ho va ser fins a l'11 de novembre del 2018 amb el suport de la Facultat de Teologia de Catalunya i del mateix Seminari, va contractar bibliotecàries per a la catalogació dels 360.000 llibres i opuscles que conté la BPEB actualment, havent-hi des de llavors bibliotecaris professionals que se n'encarreguen, a més del titular en la junta de govern del Seminari. La fotografia de la biblioteca, aquell any 1972, era la d'uns 60.000 volums i uns 800 títols de revista. L'any 2011 es va inaugurar la reforma de la Sala de Lectura de la Biblioteca, amb 242m2, 47 punts de lectura i actualment amb uns 10.000 volums d'accés lliure. El 16 de març de 2016 es van inaugurar nous dipòsits d'accés restringit. L'octubre de 2024 va integrar dins la seva estructura la Biblioteca Balmes, passant a compartir catàleg, i integrant polítiques de gestió, accés i circulació.

## Col·leccions
Els fons de la Biblioteca Pública Episcopal esta formats per més de 370.000 volums en diversos suports: llibres, materials efímers, revistes, diaris, manuscrits, gravats, goigs, mapes, partitures, enregistraments sonors i audiovisuals, CD-ROM i altres.

### Manuscrits
Destaca, pel seu valor, en primer lloc el fons de manuscrits, que es compon de 625 (2019) volums, redactats en llatí, castellà, català i fins i tot en àrab. Hi trobem manuscrits de diferents matèries, no només teològica: n'hi ha de filosofia, de cuina, de comerç, d'esport, així com de documents administratius i d'arxiu del propi Seminari. La cronologia abasta des del segle xiv fins ben entrat el segle xx. Per la seva importància i antiguitat, destaquen els següents títols:
- Manuscrits 71 i 72 : Exposició sobre lo libre De civitate Dei, de Thomas Waleys, compost entre 1401 i 1410.
- Manuscrit 73 : Quinti Curtii Rufi historia[rum] Alexandri Macedonis libri, obra de Quint Curci Ruf, i transcrita el 1466, probablement al nord d'Itàlia, a partir d'una còpia de Lorenzo Valla.
- Manuscrit Ms. 74 : Croniques de totes les nacions quis poblaren en Spanya hi apres de totes les altres nacions ... Tro al Rey Darago qui fou lo darrer Rey dela nacio dels gots en Spanya hi en apres dels Reys Darago e dels comptes de Barchinona, una còpia del segle xiv de les cròniques de Ramon Muntaner.
- Manuscrit Ms. 150 : Caronicas o Conquestas dels dos darrers Comtes de Barcelona e dels primers quatre Reis de Aragó post unionem, la primera part del qual és del segle xiv.

### Incunables[calcitació]
Es diu incunable (del llatí incunabulae “en el bressol”) a tot llibre imprès durant el segle xv. El terme “incunable’ fa referència a l'època en què els llibres es trobaven “en el bressol”, fent referència a la “infància” de la tècnica moderna de fer llibres a través de la impremta. Així, són reconeguts com a incunables els llibres impresos entre 1450 (data de la invenció de la impremta moderna) i 1500. La BPEB custodia en el seu fons 95 incunables (2019), set dels quals (el núms. 4, 13, 27, 58, 75, 76, 78) són exemplars únics a Espanya. La majoria d'aquests volums provenen de l'antiga Biblioteca del Col·legi de Betlem de Barcelona, de la Companyia de Jesús. L'exemplar més antic és una obra de Lactanci amb el títol Lactantii Firmiani De diuinis institutio[n]ibus aduersus gentes rubrici primi libri incipiu[n]t, imprès a Roma l'any 1468 pels impresors Konrad Sweynheim i Arnold Pannartz.
Les temàtiques més usuals d'aquest fons són la teologia, la filosofia, el dret canònic, etc.. La majoria d'obres són editades en llatí excepte nou, que són en català (els núms. 20, 21, 41, 46, 47, 55, 58, 70, 74), i el lloc d'edició més usual sol ser Itàlia.

## Projectes
Entre d'altres, la Biblioteca Pública Episcopal ha participat en els següents projectes:
- L'any 1973 va establir un conveni amb la Biblioteca de Montserrat, consistent en la consultat en un únic catàleg de fitxes dels fons allotjats a Montserrat.[38]
- L'any 1993 es comença la catalogació informàtica amb caràcter retrospectiu.[39]
- Entre 2007-2008 la Biblioteca participa en un projecte de digitalització impulsat per Google Books, juntament amb altres biblioteques catalanes (Biblioteca de Catalunya, Biblioteca de Montserrat, Biblioteca de l'Ateneu Barcelonès, i Biblioteca del Centre Excursionista de Catalunya).[40]
- Des del 2016, la Biblioteca participa en la Memòria Digital de Catalunya, amb una primera col·lecció de 25 catecismes, la majoria d'ells provinents del denominat Fons Roca. La col·lecció recull els exemplars més rellevants d'aquest fons, tant pels seus autors (Francesc Baucells, Claude Fleury, Joan de Sant Tomàs o Roberto Francesco Romolo Bellarmino) com pels seus editors (Juan de la Cuesta, Josep Bro o Pierre Witte entre d'altres). El 2018 va incorporar una segona col·lecció: en concret, 20 incunables d'entre 1472 i 1502 del seu fons de Reserva.[41][42]
- El setembre de 2017 inicia el projecte Apadrines?. Es tracta d'una iniciativa de micromecenatge social cultural, amb l'objectiu de restaurar i digitalitzar el fons de Reserva de la pròpia Biblioteca.[cal citació]

## Direcció
Des dels seus inicis, la Biblioteca ha tingut la següent relació de bibliotecaris, i posteriorment, directors:
| Numeració | Nom                           | Període              | Comentaris                 |
| --------- | ----------------------------- | -------------------- | -------------------------- |
| 1         | Fèlix Amat de Palou i Pont    | 1775-1785            |                            |
| 2         | Joaquín Nicolás Rincón        | 1785                 | Durant tan sols tres mesos |
| 3         | Vicente Lobo Arjona y Marqués | 1785-1789            |                            |
| 4         | José Domínguez Balbuena       | 1789-1795            |                            |
| 5         | Ignasi Torres i Amat de Palou | 1795-1808            |                            |
| 6         | Gaspar Llauger                | 1808-1816            |                            |
| 7         | Ignasi Palaudàries            | 1816-1824            |                            |
| 8         | Alejandro Almazor             | 1824-1847            |                            |
| 9         | Josep Farguell                | 1848-1859            |                            |
| 10        | Antoni Fàbregues i Caneny     | finals del segle XIX |                            |
| 11        | Jaume Barrera i Escudero      | 1918-1936 / 1942     |                            |
| 12        | Josep Gros i Raguer           | 1943-1948            |                            |
| 13        | Quirze Estop i Puig           | 1957-1963            |                            |
| 14        | Antoni Briva i Mirabent       | 1963-1964            |                            |
| 15        | Àngel Fàbrega i Grau          | 1964-1969            |                            |
| 16        | Joan Bada i Elias             | 1969/70-1971         |                            |
| 17        | Josep Maria Martí i Bonet     | 1971-2018            |                            |
| 18        | Josep Maria Turull i Garriga  | 2018-                |                            |